# Двинский каскад ГЭС
Двинский каскад ГЭС — строящийся гидроэнергетический комплекс, включающий в себя 4 гидроэлектростанции в течении реки Западная Двина на территории Республики Беларусь. Планируется, что в каскад войдут следующие электростанции: действующие Витебская ГЭС (установленная мощность 40 МВт, среднегодовая выработка 138 млн кВт⋅ч) и Полоцкая ГЭС (максимальная мощность 21,66 МВт, среднегодовая выработка 112 кВт⋅ч), а также проектируемые Верхнедвинская ГЭС и Бешенковичская ГЭС.
Возведение каскада гидроэлектростанций на Западной Двине придаст новый импульс развитию Витебской области. При возведении каскада на каждой из ГЭС предусмотрено устройство судоходных шлюзов — это станет стимулом к развитию транспортного речного судоходства, позволит  расширить логистические возможности региона. В частности, по Западной Двине речным транспортом можно будет перемещать грузы до стран Балтии.